# امانوئل سانتانیلو
امانوئل سانتانیلو (انگلیسی: Emanuele Santaniello؛ زادهٔ ۲۷ ژانویهٔ ۱۹۹۰) بازیکن فوتبال اهل ایتالیا است.